# 우지희
우지희는 대한민국의 아나운서이자 뮤지컬 배우이다.

## 이력
2011년 뮤지컬 (사랑을 이루어 드립니다 - 광주)로 데뷔하였고 2014년부터 2016년 중반기까지 모여라 딩동댕에 출연해왔다.

## 학력
- 경성대학교 연극영화과 학사

## 출연작

### 방송
- 2014년 ~ 2017년 (EBS1) 《모여라 딩동댕》 -  달이, 레드문 역
- 2014년 ~ 2015년 (EBS1) 《딩동댕 유치원》 - 달이 역

### 뮤지컬
- 2011년 《사랑을 이루어 드립니다 - 광주》
- 2011년 《사랑을 이루어 드립니다 - 창원》
- 2012년 《환상의 커플 - 전주》
- 2012년 《환상의 커플》
- 2012년 《사랑을 이루어 드립니다》
- 2012년 《라스트 위시》
- 2012년 ~ 2013년 《사랑을 이루어 드립니다》
- 2013년 ~ 2014년 《김종욱 찾기》